# Meher Baba

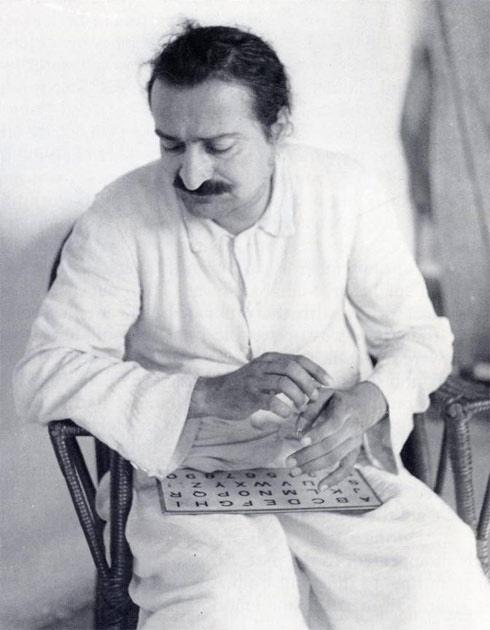
Meher Baba, 1941

Merwan Sheriar Irani (Poona, 25 februari 1894 – Meherabad, 31 januari 1969), beter bekend als Meher Baba (Devanagari: मेहेर बाबा, Urdu: مہر بابا), was een Indiase goeroe van Iraanse afkomst, die zijn volgelingen liet weten dat hij de avatar (God in menselijke gedaante) was.

## Afkomst en jeugdjaren

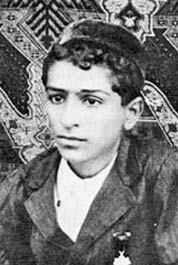
Merwan Irani, 1910

Merwan was de tweede zoon van Sheriar Irani, een Perzische zoroastriaan die een zwervende soefi dervish was geweest alvorens zich in India te vestigen, en diens 25 jaar jongere vrouw Shireen Bano. Zijn schoolkameraden gaven de charismatische jongen de bijnaam "Electricity". Hij richtte met zijn beste vrienden The Cosmopolitan Club op, die nadrukkelijk respect voor alle religies, kastes en rassen voorschreef. Dit gezelschap streefde ernaar om op de hoogte te blijven van alle wereldgebeurtenissen en geld in te zamelen voor liefdadigheidsfondsen. Dat geld hadden de ondeugende jongens aan het wedden op renpaarden overgehouden.
Merwan had een welluidende zangstem en blonk verder uit als veelzijdig muzikant en dichter. De Perzische poëzie van de mystieke dichter Hafiz die zijn vader vaak voordroeg zou hij tot op zijn sterfbed blijven citeren. Aan het Deccan College verdiepte hij zich in de werken van Shakespeare, Sir Walter Scott and Shelley. De epische Ramayana en Bhagavad gita kende hij van buiten. Een handlezer en een astroloog voorspelden allebei de begaafde jongeman een grootse toekomst als filosoof. Zelf geloofde Merwan niet in occultisme en toonde meer interesse voor de cricketsport. Hij schreef ook veel korte verhalen en gedichten, die in lokale kranten werden geplaatst en in de Britse Union Jack Monthly, onder het pseudoniem Huma. Een bijna 200 bladzijden tellend scenario dat hij naar de Universal Film Studios in Hollywood stuurde kreeg geen enkele respons.

## Openbaring en eerste initiatieven
Na te zijn "ontsluierd" (geopenbaard) door een kus van de 113-jarige soefimeesteres Hazrat Babajan, werd de 19-jarige Merwan als "Parvardigar" (de Almachtige) erkend door de fakir en moslimheilige Sai Baba van Shirdi en door diens leerling Upasani Maharaj, bij wie hij in de leer ging om af te dalen uit zijn trance naar normaal bewustzijn.
Vanaf 1922 trok hij een eigen kring van zowel mannelijke als vrouwelijke Mandali (discipelen) met verschillende religieuze achtergronden aan, die hem Meher Baba (Barmhartige Vader) noemden. Na het Huis van de Meester (Manzil-e-Meem) te hebben geopend verhuisde het gezelschap na een jaar naar een gebied dat een paar mijl buiten Ahmadnegar gelegen was. Het werd omgedoopt tot "Meherabad", wat "bloeiende Meher" betekent. Dit werd het centrum voor al zijn verdere activiteiten. In 1924 opende Baba een school, de Prem Ashram. Deze school was gratis toegankelijk voor alle kasten en leerlingen van alle denominaties uit India en Iran voelden zich er toe aangetrokken.

## Bekendheid

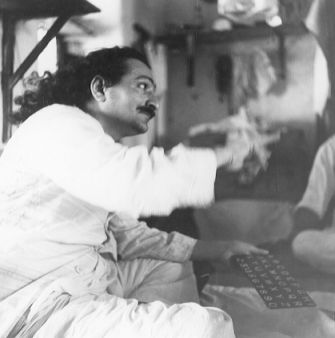
Meher Baba en zijn alfabetbord

Ofschoon Meher Baba de laatste 44 jaar van zijn leven een zelfopgelegd zwijgen volhield, bereikten zijn heilsboodschappen de hele wereld, voornamelijk door middel van zijn uitgebreide reizen en publicaties, waaronder (Baba [1938-43]1995) en (Baba 1955). Van 1953 tot 1986 werd ook een tijdschrift genaamd The Awakener Magazine gepubliceerd, waarin Baba en zijn mandali veel verhalen en berichten publiceerden die elders niet meer te achterhalen zijn. In (Baba 1963) houdt hij de spirituele pelgrim voor dat deze zich als een stofje aan de voeten van de Avatar moet voelen om van Niets Alles te worden. Hij werd financieel ondersteund door Prinses Norina Matchabelli van het parfumconcern, maar investeerde alle winst uit royalty's weer in liefdadigheidsprojecten.
Op zijn vele wereldreizen ontmoette Meher Baba allerlei beroemdheden, van Mahatma Gandhi tot Hollywoodsterren als Gary Cooper, Tallulah Bankhead, Mary Pickford en de filmproducent Gabriel Pascal. Baba hield zelf veel van Charlie Chaplinfilms, waarbij hij het universum als een bioscoop en God als de ultieme filmmaker en scenarist beschreef.

## Kosmologie
Baba's kosmologie bestaat uit gesyncretiseerde concepten en termen uit de soefi en Advaita Vedanta, maar ook christelijke mystieke tradities. Zijn non-dualistische visie houdt in dat Atma identiek is aan Paramatma, in westerse termen vertaald: de Ziel is één met de Opperziel, aan de Ziel voorbij.

### Evolutie en Involutie
De evolutionaire ontwikkeling van de eerste "zieledruppel" uit de goddelijke oceaan verloopt via ontelbare indrukken (sanskaras) bij het ervaren van de Schepping. De uiteindelijke vorm die hieruit voortkomt is de ziel van de mens. Slechts het menselijk bewustzijn is in staat om zich bewust te worden van de eigen goddelijkheid.
Teneinde Godsrealisering te bereiken dient een innerlijk spiritueel pad te worden betreden, waarbij een proces wordt geïnitieerd dat involutie heet. Indien mogelijk onder begeleiding van de Avatar of Volmaakte Meesters (Sadgurus), worden in zeven stadia alle sanskaras geëlimineerd die de oorzaak zijn van het ogenschijnlijk losstaan van God, het illusoire Zelf wordt verpulverd, en het doel van zelfbesef als bewuste Godheid is bereikt. De druppel (ziel) gaat weer op in de oceaan omdat de menselijke ziel zijn ware goddelijke, ondeelbare en eeuwige aard beseft. Het ironische is dat de ziel altijd al goddelijk was, geweest is, is en zal blijven. De eenwording van wat Baba ook wel beschrijft als de Verliefde met de Geliefde is zo onwaarschijnlijk moeilijk omdat het onmogelijk is te worden wat men al die tijd al was: Eén-zijn is niets anders dan jezelf kennen als het Éne.

### De zeven stadia
Het pad dat leidt tot Godsrealisering bestaat uit zeven fanas, die het menselijke Ego verpulveren in oplopende moeilijkheidsgraad.
1. Fana: op het eerste plateau aangeland verliest de pelgrim tijdelijk het besef van beperkte individualiteit en ervaart reeds hemelse gelukzaligheid. Dit wordt door sommigen ten onrechte geïnterpreteerd als het ultieme stadium, en levert vele Ega-Avatars op.
2. Fana-e-batili: het vernietigen van alle vormen van onechtheid - de pelgrim gaat op in hemelse Gelukzaligheid en Licht.
3. Fana-e-zahiri: de vernietiging van het schijnbare. De pelgrim verliest het lichamelijke bewustzijn, en de wereld om hem/haar heen, en ervaart oneindige macht, die in deze staat van videh samadhi (goddelijk coma) niet kan worden uitgeoefend.
4. Fana-e-mulakati: vernietiging die tot vrijheid leidt. Op dit niveau bestaat de neiging om de oneindige macht daadwerkelijk uit te oefenen, bijvoorbeeld door het verrichten van wonderen. Dit gevoel kan de aspirant naar het hoofd stijgen, en daarom is dit niveau zo moeilijk en gevaarlijk om te passeren. Volledige terugval is mogelijk.
5. Fana-e-jabruti: het vernietigen van alle verlangens en zinnelijke begeerten. Het lagere intellect valt weg en wordt vervangen door louter inspirerende hogere gedachten. De pelgrim ziet denkprocessen, en is spiritueel in veilige wateren aangeland. Er is geen terugval mogelijk.
6. Fana-e-mahabubi: de vernietiging van het menselijke "Zelf" en het opgaan in de Geliefde (God). De voortdurende waarneming en het genieten van God worden geen moment meer onderbroken, maar de spirituele reiziger is nog niet verenigd met God, de Oneindige.
7. Fana-fillah: de uiteindelijke annihilatie van het menselijke "Zelf" dat nu geheel opgaat in God. Hierdoor verliest de pelgrim zijn losstaande bestaan en wordt voorgoed verenigd met God. Deze staat van bewuste goddelijkheid wordt nirvikalpa genoemd.

### Twaalf manieren om God te verwezenlijken
Naast meditatie, introspectie, de intensieve begeleiding van sadgurus en de Genade geschonken door de Avatar zijn er volgens de Discourses twaalf manieren om de staat van goddelijk bewustzijn te verwezenlijken:
1. Een intens verlangen naar vereniging met God.
2. De gemoedsrust van een bevroren meer.
3. De nederigheid van de aarde die op alle mogelijke manieren kan worden gevormd.
4. De wanhoop van een suïcidaal persoon die niet verder kan leven zonder God aanschouwd te hebben.
5. Het vertrouwen dat discipelen in hun Meester stellen die hen bij dag wijsmaakt dat de nacht is gevallen.
6. De loyaliteit van je eigen adem die je je hele leven trouw blijft.
7. De beheersing door pure liefde die alle begeerte naar het zinnelijke verdrijft.
8. De belangeloze gedienstigheid van de zon die de wereld dient door haar stralen.
9. Volledige onthechting, dat wil zeggen het afstand doen van al het lichamelijke, maar ook het geestelijke en spirituele ten behoeve van God.
10. Spontane, volledige en vanzelfsprekende gehoorzaamheid aan de Avatar.
11. De overgave van een slapeloze die zich overgeeft aan slaap zonder vrees in zijn hart te voelen.
12. De liefde zoals St. Franciscus die toonde aan Jezus Christus.[3]

## Bedevaartsoord
De "Samadhi" graftombe van Meher Baba, die vlak voor zijn overlijden te kennen gaf door gebarentaal dat niemand mocht vergeten dat hij God was, is gelegen in Meherabad, buiten Ahmadnagar in de Indiase staat Maharashtra. Deze Samadhi is een bedevaartsoord geworden voor zijn volgelingen. Op de 12e van iedere maand wordt er een Dhunivlam ontstoken, waarin twijgjes van sandelhout in ghee (een soort boter) gedoopt worden geworpen, als symbolen voor de angsten en verlangens waar ze afstand van willen nemen. Dit als enige overblijvende ritueel moet 1200 jaar worden voortgezet. Precies 18 jaar voor zijn overlijden (op 31 januari 1951) had Meher Baba namelijk de boodschap "All rites, rituals and ceremonies of all religions are hereby consumed in flame" in het bijzijn van alle mandali verscheurd en in een dhuni-vuurtje geworpen.

## Volgelingen
Naar schatting komen er honderdduizend "Baba Lovers" uit India zelf, ongeveer drieduizend uit de Verenigde Staten (waaronder leden van de door hemzelf geautoriseerde Sufism Reoriented beweging), en drieduizend uit Europa. Baba raadde zijn volgelingen af om in zijn naam mensen te bekeren (en kan dan ook niet als sekteleider worden beschouwd) en adviseerde hen om zijn universele boodschap van liefde en waarheid uit te dragen door zijn principes na te leven. Bijeenkomsten van zijn volgelingen vinden plaats op zijn sterfdag, 31 januari (Amartithi) en zijn geboortedag, 25 februari. Verder wordt stilte in acht genomen op 10 juli (Day of Silence). Er zijn drie gebeden, The Master's Prayer/O Parvardigar, The Prayer of Repentance, en Beloved God Prayer. Baba's volgelingen zijn vredelievend en vermijden geestverruimende verdovende middelen, inclusief marijuana. Volgelingen die zich aangetrokken voelen tot Meher Baba's beweging zonder zijn Avatarschap te erkennen worden wel Baba likers (sympathisanten) genoemd. Volgelingen begroeten elkaar over de hele wereld met Avatar Meher Baba Ki Jai! (Alle Heil aan de God-Mens Meher Baba!).

## Naastenliefde
Zelf waardeerde de celibatair levende Baba de liefde voor God en naastenliefde hoger dan de per definitie onvolmaakte aardse liefde, die òf de geliefden blind maakt voor alle andere vormen, òf tot een mechanische routine zou verkillen. Deze naastenliefde bracht hij in de praktijk door zijn bezoeken en hulp aan lepralijders, de allerarmsten en aan ogenschijnlijk geestelijk gestoorden beschreven in (Donkin 2001) die hij "masts" noemde, een afkorting van Mast-Allah of de door God bedwelmden. Moeder Teresa, die Meher Baba in Bombay had geobserveerd, noemde hem "een Christus-achtige persoon".

## Motto
Zijn beroemde motto "Don't Worry, Be Happy" (Maak je geen zorgen, wees gelukkig) refereert aan de pogingen die iedere volgeling moet doen om onthecht te raken van alle aardse obsessies en beslommeringen, die immers van tijdelijke en dus voorbijgaande aard zijn. Dit zou volgens Meher Baba bevrijding van even beknellende als verslavende begeerten opleveren, een essentiële voorwaarde voor blijvend levensgeluk (purna vairagya), evenwicht en mentale weerbaarheid.

## Artistieke inspiratie
- Pete Townshend (gitarist en voornaamste componist van The Who) droeg de rockopera "Tommy" op aan Meher Baba, waarin hij diverse ideeën van zijn goeroe verwerkte. De negatieve sanskaras die de getraumatiseerde doofstomme en blinde Tommy krijgt te verwerken van zijn sadistische neef, perverse oom en een LSD dealende zigeunerin laten muzieknoten achter die als de oceaandruppels opgaan in het geheel: "each sensation makes a note in his symphony" ("Amazing Journey"). De vernietiging van het Ego wordt gedramatiseerd door het aan diggelen slaan van een spiegel ("Smash The Mirror"). De obsessie van sekteleden met relikwieën wordt in Tommy's filmversie van Ken Russell (1975) geridiculiseerd door het aanbidden van een Marilyn Monroe-beeld en een crucifix bestaande uit een T met een flipperbal erop. De watersymboliek van Meher Baba duikt op in "Quadrophenia"[7] en het gebed O Parvardigar staat muzikaal vertolkt op de soloplaat Who Came First. Townshend heeft het nummer "Baba O'Riley" van "Who's Next" gedeeltelijk opgedragen aan Meher Baba, van wie de biodata in de compositie zijn verwerkt.
- De Nederlandse cineast Louis van Gasteren maakte een documentaire over Meher Baba, getiteld Beyond Words (1967, heruitgebracht in 1997).[8]